# Hydromanicus fallax
Hydromanicus fallax är en nattsländeart som beskrevs av Wolfram Mey 1996. Hydromanicus fallax ingår i släktet Hydromanicus och familjen ryssjenattsländor. Inga underarter finns listade i Catalogue of Life.